# Bornstraße 6 (Quedlinburg)

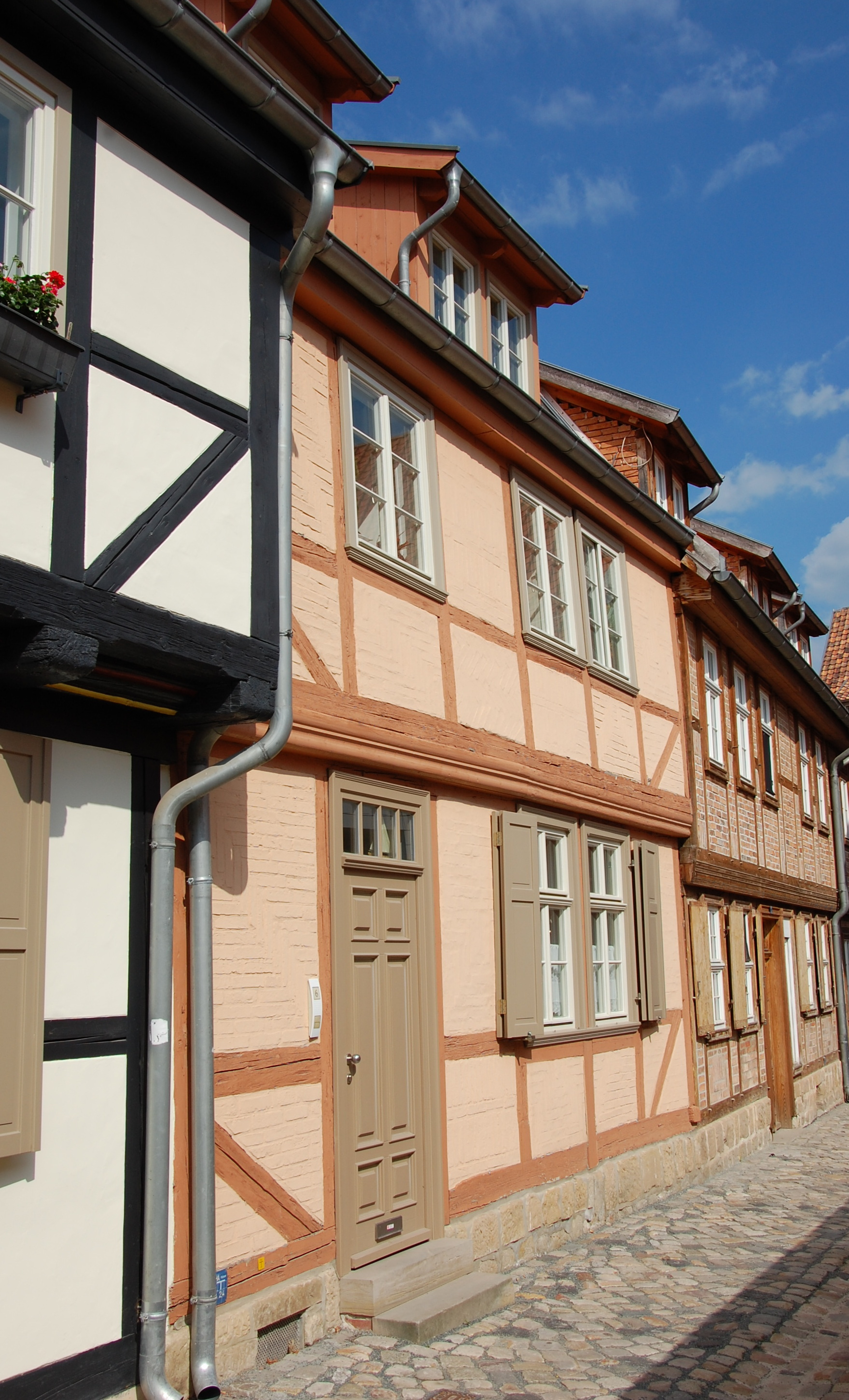
Haus Bornstraße 6

Das Haus Bornstraße 6 ist ein denkmalgeschütztes Gebäude in der Stadt Quedlinburg in Sachsen-Anhalt.

## Lage
Es befindet sich im nördlichen Teil der historischen Quedlinburger Altstadt auf der Nordseite der Bornstraße und gehört zum UNESCO-Weltkulturerbe. Im Quedlinburger Denkmalverzeichnis ist es als Handwerkerhaus eingetragen. Westlich grenzt das gleichfalls denkmalgeschützte Haus Bornstraße 5 an.

## Architektur und Geschichte
Das zweigeschossige barocke Fachwerkhaus stammt aus der Zeit um 1720. Die Fachwerkfassade ist schlicht gestaltet und in der Form der Ständerreihung ausgeführt. In den Eckgefachen finden sich Fußbänder. Darüber hinaus besteht eine Profilbohle. Die Gefache sind mit Zierausmauerungen versehen. Ende des 20. Jahrhunderts stand das sanierungsbedürftige Gebäude leer. In der Folgezeit wurde eine Sanierung des Hauses durchgeführt.